# Khalil Beidas
Khalil Beidas (em árabe: خليل بيدس, também transliterado Khalil Bedas, Khalil Baydas, Khalil Beydas) (1874-1949), foi um erudito, educador, tradutor e romancista cristão palestino. Beidas foi pai do banqueiro libanês-palestino Yousef Beidas e era primo do pai de Edward Said.
Ao lado de contemporâneos como Khalil al-Sakakini, Muhammad Izzat Darwazeh e Najib Nassar, Beidas foi um dos principais intelectuais da Palestina no início do século XX durante o renascimento cultural de Al-Nahda. Beidas foi o pioneiro da Levantine moderna. Ele também foi um tradutor prolífico - já em 1898, ele havia traduzido algumas das obras de Tolstoi e Pushkin para o árabe. Além disso, ele estabeleceu uma revista, "al-Nafā'is al-'asriyyah" (النفائس العصرية, The Modern Treasures), que adquiriu um bom nome nos círculos literários, tanto no Vilaiete da Síria do Império Otomano (que corresponde geralmente ao Israel de hoje, Palestina, Jordânia, Síria e Líbano) e a diáspora palestina. Beidas também é conhecido como Ra'id al-qissa al-filastiniyya (o pioneiro do short-story palestino). Ele e sua esposa, Adele, tiveram 4 filhos e 4 filhas.

## Trabalhos selecionados

### 1898–99
- Ibnat al Qubtan (ابنة القبطان, Pushkin's The Captain's Daughter), Beirut, 1898
- Al-Tabib al-Hathiq (الطبيب الحاذق, The Skilled Physician), Beirut, 1898
- Al-Quzaqi al-Walhan (The Distracted Caucasian), Beirut, 1899
- History of Ancient Russia, Beirut, 1899
- Several educational books
- Several textbooks on arithmetic

### 1908–21
- Shaqa' al-Muluk (The Misery of Kings), 1908
- Ahwal al-Istibdad (The Terrors of Totalitarianism), 1909
- Henry Al-Thamin (Henry VIII), Jerusalem, 1913
- Al-Hasna' Al-Muntakira (The Disguised Beauty), Jerusalem, 1919
- Al-Arch wa Al-Heb, 1919
- Al-Warath, 1919
- Al-Tayaran (The History of Flight), Cairo, 1912
- Rihla ila Sina (Trip to Sinai), Beirut, 1912
- Muluk al-Rus (The Tsars of Russia), Jerusalem, 1913
- Darajat Al-Hisab (Grades of Arithmetic), Volumes I and II, Jerusalem 1914
- Al-Qira'a (Grades of Reading), Volumes I–VII, Jerusalem, 1913–21
- Umam Al-Balkan (The Balkan States), Jerusalem, 1914

### Coleções de histórias curtas
- Ifaaq Al-Fakar (آفاق الفكر), c.1924
- Masarih Al-Adhhan (Masareeh Al-Adhan) (مسارح الأذهان), c.1924

## Outras obras
- Ottoman Jerusalem—The Living City: 1517–1917, Ed. Sylvia Auld and Robert Hillenbrand, Chapter 2 "The Leading Intellectuals of Late Ottoman Jerusalem and Their Biographies".
- The Genesis of Arabic Narrative Discourse, Sabry Hafez.